# Dok.at
dok.at, auch Interessengemeinschaft Österreichischer Dokumentarfilm, ist die Interessenvertretung der österreichischen Dokumentarfilmschaffenden. Sie wurde im Jahr 2000 gegründet und zählt neben Regisseuren auch auf Dokumentarfilm spezialisierte Produktionsgesellschaften zu seinen Mitgliedern. Sitz des Vereins ist in Wien-Josefstadt.
Die Organisation versteht sich in erster Linie als film- und medienpolitische Lobby des Dokumentarfilms, die sich für Verbesserung der Förderungssituation des unabhängigen Filmschaffens, insbesondere des Dokumentarfilms, in Österreich einsetzt. dok.at arbeitet auch für mehr Präsenz des Dokumentarfilms in Kino und Fernsehen und ist eine Anlaufstelle für Informationen über das Dokumentarfilmemachen in Österreich.
Der Verein ist im Dachverband der Österreichischen Filmschaffenden vertreten.

## Weblink
- Offizielle Website